# Dominowo
Dominowo (prononciation : [dɔmiˈnɔvɔ], en allemand : Herrenhofen) est un village de Pologne, situé dans la voïvodie de Grande-Pologne. Elle est le chef-lieu de la gmina de Dominowo, dans le powiat de Środa Wielkopolska.
Il se situe à 8 kilomètres au nord-est de Środa Wielkopolska (siège du powiat) et à 33 kilomètres au sud-est de Poznań (capitale régionale).

## Histoire
De 1975 à 1998, Dominowo faisait partie du territoire de la voïvodie de Poznań.

Depuis 1999, le village fait partie du territoire de la voïvodie de Grande-Pologne.